# Cocytius affinis
Cocytius affinis är en fjärilsart som beskrevs av Rothschild 1894. Cocytius affinis ingår i släktet Cocytius och familjen svärmare. Inga underarter finns listade i Catalogue of Life.